# Beneath the Remains
A Beneath the Remains a Sepultura nevű brazil thrash metal együttes harmadik nagylemeze, amely 1989 szeptemberében jelent meg. Ez volt a zenekar első kiadványa a Roadrunner Records gondozásában, és ez az album hozta meg a zenekar számára nemzetközileg is az elismerést. A lemez felvételei Rio de Janeiróban zajlottak Scott Burns producerrel, aki korábban az Obituary, a Death és a Morbid Angel lemezein dolgozott. 1997-ben feljavított hangzással, remaszterelve adták ki újból a nagylemezt.
A Stronger Than Hate dalban Kelly Shaefer, az Atheist énekes/gitárosa volt társszerző.

## Az album dalai
| #  | Cím                 | Hossz |
| -- | ------------------- | ----- |
| 1. | Beneath the Remains | 5:11  |
| 2. | Inner Self          | 5:07  |
| 3. | Stronger Than Hate  | 5:50  |
| 4. | Mass Hypnosis       | 4:22  |
| 5. | Sarcastic Existence | 4:43  |
| 6. | Slaves of Pain      | 4:00  |
| 7. | Lobotomy            | 4:55  |
| 8. | Hungry              | 4:28  |
| 9. | Primitive Future    | 3:08  |

| 10. | A Hora e a Vez do Cabelo Nascer (Mutantes-feldolgozás) | 2:23 |
| 11. | Inner Self (Drum tracks)                               | 5:11 |
| 12. | Mass Hypnosis (Drum tracks)                            | 4:22 |

## Közreműködők
- Max Cavalera – ének, ritmusgitár
- Andreas Kisser – szólógitár
- Paulo Jr. – basszusgitár
- Igor Cavalera – dob, ütőhangszerek
- Kelly Shaefer (Atheist) - háttérvokál a Stronger Than Hate dalban
- John Tardy (Obituary) - háttérvokál a Stronger Than Hate dalban
- Scott Latour (Incubus) - háttérvokál a Stronger Than Hate dalban
- Francis Howard (Incubus) - háttérvokál a Stronger Than Hate dalban